# Hipermetropie

Ochi suferind de hipermetropie și modul de corectare a deficitului vizual cu o lentilă convexă

Hipermetropia (sau hipermetropismul) este o afecțiune a ochiului, caracterizată prin formarea imaginii în spatele retinei, ceea ce face ca imaginea să devină încețoșată.
Hipermetropia apare când diametrul antero-posterior al globului ocular este mai mic decât normal.
În esență, hipermetropia se datorează unui viciu de refracție, caracterizat printr-un deficit de convergență ce face ca imaginea obiectelor să se formeze în spatele retinei. De aceea, la nivelul maculei (zona de acuitate vizuală maximă) lumina se proiectează sub forma unui cerc luminos, responsabil de vederea neclară, ceea ce duce scăderea acuității vizuale pentru depărtare dar și pentru apropiere.
Deoarece persoanele cu hipermetropie văd neclar la toate distanțele, ele trebuie să depună constant un efort de acomodare pentru a focaliza, fapt care duce la încordare, dureri de cap și oboseală oculară.
Persoanele ce suferă de hipermetropie văd totuși relativ mai bine la distanță, deși văd obiectele depărtate mai aproape decât sunt în realitate. Aceste persoane au de cele mai multe ori probleme în a focaliza imaginile apropiate și nu pot realiza activități precum cititul sau cusutul.
Din punct de vedere optic, hipermetropia este contrară miopiei.

## Tratament
Hipermetropia se corectează cu ochelari cu lentile convergente (convexe) sau printr-o operație chirurgicală.